# Apocrypta westwoodi
Apocrypta westwoodi is een vliesvleugelig insect uit de familie Pteromalidae. De wetenschappelijke naam is voor het eerst geldig gepubliceerd in 1916 door Grandi.